# 標準德語音系
本文涉及德語音系學，描述標準德語的音系。若要查看德语国际音标，请点此。
由於德語是多元中心語言，標準德語有一些不同的發音，但是在大部分方面都一致。

## 元音
|        | 前     | 前   | 前   | 前  | 央 | 央  | 後 | 後  |
| 不圓唇 | 不圓唇 | 圓唇 | 圓唇 |     | 央 | 央  | 後 | 後  |
| 短     | 長     | 短   | 長   | 短  | 長 | 短  | 長 |     |
| 閉     |        | iː1  |      | yː1 |    |     |    | uː1 |
| 次閉   | ɪ      |      | ʏ    |     |    |     | ʊ  |     |
| 半閉   |        | eː1  |      | øː1 |    |     |    | oː1 |
| 中     |        |      |      |     | ə2 |     |    |     |
| 半開   | ɛ      | ɛː3  | œ    |     |    |     | ɔ  |     |
| 次開   |        |      |      |     | ɐ2 |     |    |     |
| 開     |        |      |      |     | a4 | aː4 |    |     |

1. 短元音[i y u e ø o]只在外來語非重讀音節出現，例如 [psyçomeˈtriː]“心理測量學”。它們與其長元音通常被認為是互補的音位變體，後者不能在非重讀音節出現。
2. 中央元音[ə]只在非重讀音節出現，例如 [bəˈzɛt͡sən]“佔有”。它與[ɛ]通常被認為是互補的音位變體，而後者不能在非重讀音節出現。如果隨後的音節尾音是響音，中央元音通常會消失，使該響音自成音節，例如 [ˈkʰɪsn̩]“枕頭”、 [ˈʔeːzl̩]“驢子”和 [ˈbɛsr̩]“更好的”。要注意在很多變體，成音節的[r̩]都讀成[ɐ]，例如 [ˈbɛsɐ]“更好的”。
3. 在很多標準德語的變體，長元音半開前不圓唇元音[ɛː]與半閉前不圓唇元音[eː]合併，故此對於很多使用者，例如 [ɛːrə]“穗”（谷物）和 [eːrə]“榮譽”等詞都是同音詞。
4. 開元音[a]和[aː]與[ɑ]和[ɑː]分別是自由的音位變體。

元音一般以緊張的程度區分，/i y u e ø o/為緊張音，而/ɪ ʏ ʊ ɛ œ ɔ/則為鬆元音。正如英語的閉節元音，德語鬆元音隨後必須有輔音。[ɛː]是明顯的例外，不過很多變體都缺乏此音。為了令所有德語元音都區分緊張與輕鬆元音，[a]有時被認定為[aː]的鬆元音。

## 雙元音
德語有雙元音/a͡ɪ a͡ʊ ɔ͡ʏ/，例如 /a͡ɪ/“蛋”、 /za͡ʊ/“母豬”和 /nɔ͡ʏ/“新的”。它們偶爾也被標音為/a͡e a͡o ɔ͡ø/。/ɔ͡ʏ/也標示成/ɔ͡ɪ/。
德語也有其他雙元音。[ʊɪ̯]用於如 [p͡fʊɪ̯]的感嘆詞。而在外來詞，[œɪ̯ ɔʊ̯ ɛɪ̯ o̯a]分別在 [fœɪ̯ˈtɔ̃]、 [ˈhɔʊ̯mˌpʰɛɪ̯d͡ʒ]和 [kro̯aˈsɑ̃]出現。這些元音通常都不被納入德語雙元音，因為不在德語的本族詞出現。
在一些變體，/r/在音節末變成元音[ɐ]（見下）。以[ɐ̯]為尾音的雙元音幾乎可以跟所有元音相拼，例如 [tʰoːɐ̯]“城門”或 [ˈvʏɐ̯də]“尊嚴”。

## 輔音
德語輔音有大約25個音位，與其他語言相比，數目平均，其中一者值得注意，就是不常見的塞擦音/p͡f/。
|        | 雙唇音 | 唇齒音 | 齒齦音 | 齦後音 | 硬顎音 | 軟顎音 | 小舌音 | 聲門音 |
| 塞音   | p b    |        | t d    |        |        | k g    |        | ʔ¹     |
| 塞擦音 |        | p͡f     | t͡s     | t͡ʃ d͡ʒ2 |        |        |        |        |
| 擦音   |        | f v7   | s z    | ʃ ʒ²   | ç³     | x³     | χ5 ʁ4  | h      |
| 鼻音   | m      |        | n      |        |        | ŋ6     |        |        |
| 近音   |        | ʋ7     | l      |        | j      |        |        |        |
| 顫音   |        |        | r4     |        |        |        | ʀ4     |        |

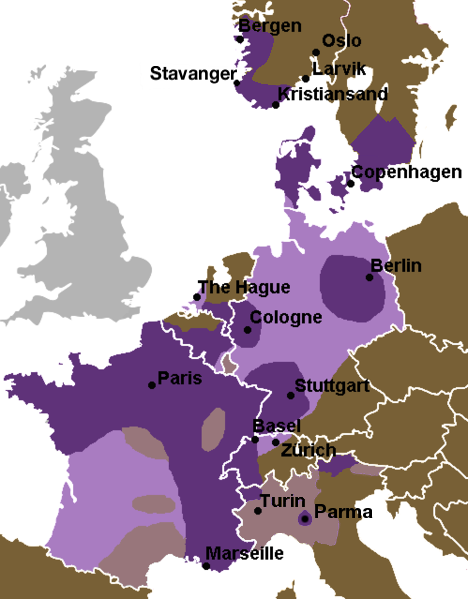
喉音R(比如/[ʁ ʀ χ]/)在西北歐的分佈。
█ 不常用
█ 只在某些受過教育的人群中
█ 常用於受過教育的人群中
█ 普遍

1. 在德語區北方的變體，[ʔ]在以元音為首音的詞幹前出現。它通常不被認為是音位，而只是詞幹的非必要分界標記。
2. [d͡ʒ]和[ʒ]只在外來詞出現。在一些變體，兩者被[t͡ʃ]和[ʃ]取代。
3. [ç]和[x]是前和後元音之後的互補音位變體。詳細分析見於和。
4. [r]、[ʁ]和[ʀ]是自由的音位變體。[r]只在德語區南方的變體出現。字母R作為音節尾音時，很多變體的讀音為音位變體[ɐ]，除了西南部口音。
5. 根據一些分析，在/a aː/之後[χ]是[x]的音位變體，一些分析指出/ʊ ɔ a͡ʊ/後也有此情況。
6. 一些音系學家否定音位/ŋ/和/ŋk/，而承認/nɡ/和/nk/。當/ɡ/作為下一個音節的首音，而其音節核心不是非重讀元音/ə/、/ɪ/或/ʊ/，音位序列/nɡ/會變為[ŋɡ]，否則變為[ŋ]。例子包括：
  -  /dɪftɔnɡ/ [dɪftɔŋ]： /dɪftɔnɡirən/ [dɪftɔŋɡiːʁn̩]
  -  /ɛnɡlɪʃ/ [ɛŋlɪʃ]： /anɡlo/ [aŋɡlo]
  -  /ɡanɡəs/ [ɡaŋəs]～/ɡanɡɛs/ [ɡaŋɡɛs]
7. [ʋ]偶爾被認為是[v]的音位變體，尤其在南方的德語變體。

除了在⟨sp⟩、⟨st⟩（其于字首，不含⟨spr⟩、⟨str⟩）中，德语中字母⟨t⟩、⟨p⟩均需送氣。（严式）国际音标將⟨spr⟩、⟨str⟩記為[ʃpʰʀ]、[ʃtʰʀ]，（字首）⟨sp⟩、⟨st⟩記為[ʃp]、[ʃt]。
阻礙音/b d ɡ z ʒ/在南方變體發清音[b̥ d̥ ɡ̊ z̥ ʒ̊]。

### Ich-Laut和ach-Laut
是德語詞，在此意思為音位。是指清硬顎擦音[ç]，而就是清軟顎擦音[x]。在德語，這兩個音位是因互補分布而產生的音位變體。音位變體[x]在後元音和/a aː/之後出現（例如 [buːx]“書本”）；[ç]在前元音（例如 [ɪç]“我”）和輔音之後出現（例如 [fʊrçt]“恐懼”）。
而作為重讀音節的首音（只限外來詞）時，發音有異：在標準德語的北方變體，讀音為[ç]，在南方讀音為[kʰ]（例如“中國”：[ˈçiːna]相對於[ˈkʰiːna]）。
指小詞綴 永遠都讀成 [-çən]。這通常都觸發元音變音（例如比較“狗”和“小狗”），故此按照理論只能在前元音之後出現。但是在一些較近期的新詞語，元音並沒有變化，例如詞語 [ˈfra͡ʊçən]“女人/小姐”（是“女人”的指小詞），使得後元音之後是[ç]，即使在正常情況應該讀作[x]，例如 [ˈraʊxən]“吸煙”。此效應甚至衍生一對[ç]和[x]的最小對立偶：[kuːçən] “小牛”相對於[kuːxən] “蛋糕”。有解釋指，這種違反音位變體分布的現象是形位界限效應。然而，很多語音學家相信這是音位化的例子，也就是原本的音位變體分為獨立音位。
[ç]在前元音後，而[x]在其他元音後，是常見的音位變體分布。這種音位組合也在蘇格蘭語出現，見於“光線”(light)的發音。不過，這並非必然發生的現象。荷蘭語、很多南部德語方言和它們其中一者衍生的意第緒語，在任何位置都保留[x]。現代德語的先祖是古高地德語。故此，假設其輔音讀音為[x]而非[ç]是合理的。另外，雖然不可能肯定例如古英語的詞語（現代英語的）讀作[x]還是[ç]，但[ç]較可能是真正讀音（詳見古英語音系學）。
語音歷史固然如此，但現代標準德語中[ç]和[x]的互補分布更應該形容為後元音之後的/ç/變後，而非前元音之後的/x/變前。這是因為[ç]作為音節首音（ [çemiː]）和在輔音後（ [mɔlç]）都被認為是基本讀音。
根據某些分析，德語的就細分為[x]和[χ]兩個音位變體。一些分析指，[x]在/uː oː/之後出現（例如 [buːx]“書本”），而[χ]在/ʊ ɔ a aː a͡ʊ/之後出現（例如 [baχ]“溪流”）。其他分析指[x]在/uː oː ʊ ɔ a͡ʊ/後出現，[χ]在/a aː/後出現。

### 強弱輔音對
有幾個輔音發音法及部位相同，因而成對，分別是/p-b/、/t-d/、/k-g/、/s-z/和/ʃ-ʒ/，稱為強弱輔音對（因為“清濁音對”並不恰當）根據一些條件，/t͡ʃ-d͡ʒ, f-v/也被認為是強弱輔音對。
強塞音/p, t, k/在大部地區都送氣，例外包括巴伐利亞-奧地利變體。送氣音在重讀音節首最強（例如 [tʰɑːlər]），在非重讀音節首弱（例如 [fɑːtʰər]），音節尾最弱（例如 [zɑːtʰ]）。
弱輔音/b, d, ɡ, z, ʒ/在大部分南方地區都作清音。為求清晰，通常標成[b̥, d̥, ɡ̊, z̥, ʒ̊]。清弱輔音和類似的清強輔音，其語音差異的本質有爭議。此差異一般描述為在發音力度，有時在發音長度。一般假設這些特徵之一影響另一。
在絕大部分德語變體，因為末塞音清化（Auslautverhärtung），所以強弱輔音之差異在音節尾音中和。一些南方德語並無此現象，例如瑞士德語。
在一些中、南部變體，強弱輔音也在音首失異。有時只於重讀音節首，有時於所有。
/f-v/並不認為是強弱輔音對，而只是普通的清濁音對，因為所有變體的/v/都為濁音，包括弱輔音清化的南方音。南方的/v/通常認定為濁音唇齒無擦通音[ʋ]。然而，也有一些南方音分強/f/（例如 [ˈʃtrɛːflɪç]，自中古高地德語 ）和弱/f/（[v̥]，例如 [ˈhøːv̥lɪç]，自中古高地德語 ）。這與強/s/（[s]）和弱[z̥]相若。

## 重音
德語詞首個音節讀作重音，除了以下字詞：
- 很多外來詞保留其原有重音，尤其是專有名稱。
- 以為後綴的動詞（studieren、和等），重音位於其倒數第二音節。
- 以、或為首個音節的複合副詞，重音位於其第二音節。

而且，德語動詞有可分（重音在前綴）和不可分前綴（重音在詞根）。在這些動詞及其派生的詞語，德語都區分重音。故此：
- 以、和一些前綴為首的詞語，重音在其第二音節。
- 以、和其它大部分介副詞為首的詞語，重音在其首個音節。
- 一些前綴可分或不可分，重音按其性質而變，尤其是、和。一般來說，假如動詞表的是本義，則前綴可分，不分時重讀在前綴；假如表的是引申義，則前綴不可分，重讀在詞根。例如，假如表「搬過去那邊」的本義，則可分，不分時重讀在//，假如表「翻譯」的引申義，則不可分，重讀在//。
- 這些前綴也會產生兩個罕有同形異義詞。它們嚴格而言並非同音異義詞。詞語，如果其前綴可分（um·schreiben），則指“重寫”，讀作[ˈumʃʀaɪbən]，而與其有關的名詞，重音也在首個音節。相反，如果前綴不可分（umschreiben），則指“概括說明”，讀作[umˈʃʀaɪbən]，而與其有關的名詞（概要），重音也在第二音節。另一例子是，重音在詞根表示“駕駛車/船繞過某事物而行”，在前綴則表示“駕駛時撞倒某事物”。

## 歷史語音轉變
中古高地德語元音[ei]與[iː]合併為現代標準德語中的[ai]，而[ou]與[uː]合併為[au]，縱使很多方言仍然保留其區分。例如“熱”和“冰”在標準德語押韻，在奧地利-巴伐利亞語方言（hoaß/äis）、阿勒曼尼語方言（heiß/iis）卻不然。意第緒語（heys/ayz）也源自中古高地德語，兩詞也不押韻。
中古高地德語雙元音 [iə] 和 [uə] 變成了現代標準德語長元音 [iː] 和 [uː]，這在中古高地德語長元音變更為雙元音之後。在多數上德語方言中，這些雙元音被保留。它們從前的雙元音特徵的殘餘可見於 [iː] 在德語中被延續寫為 (比如 )。

## 音位合併
很多德語口音中的/ɛː/（拼寫成或）和/eː/（拼寫成、或）合併。一些使用者在任何情況都合併兩者，有些則相反，也有人只區分條件語氣強動詞的/ɛː/，例如他們區分“我會給”和“我給”，而非“熊（複數）”和“漿果（複數）”。
另一個常見的音位合併是在音節末的/ɡ/和/ç/（在前元音後）或較少見的/x/（在後元音或/a/後）。例如詞尾，特奧多爾·西布斯（Theodor Siebs）標準為其提供的讀音可見於 [ˈvɪçtɪç]“重要”。在奧地利-巴伐利亞語、阿勒曼尼語及其相應的標準德語變體，此合併都不存在。
很多人不區分在詞首的塞擦音  和簡單擦音 。動詞 “(他)旅行”和名詞 “馬”等同的發音為 [fɛɐt]。這特別出現在  最初不出現於本地方言的地區，比如北部和西部德國。一些人甚至避免在詞中和詞尾的 ，把它替代為 [p] 的同時唇音化和送氣化變體，因而 “滴”發音如同 [tʁɔpʰʷn]。
在日常談話中，也包括受過教育的人，出現了更多的合併，其中一些是普遍的而另一些是典型於特定地域或方言背景的。總之，有著簡化和緊縮的強烈趨勢，例如，長元音可以縮短，輔音串可以簡化，在詞尾的短  在某些位置可以去掉，而後綴  可以合併於前面的輔音，比如  [haːbən] 成為 [ham]。

## 參看
- 德語正字法